# 1226

## Události
probíhající události
- 1223–1242 – Mongolský vpád do Evropy

## Narození
- 21. června – Boleslav V. Stydlivý, polský král, kníže krakovský a sandoměřský († 7. prosince 1279)
- ? – Blanka Navarrská, bretaňská vévodkyně († 11. srpna 1283)
- ? – Gertruda Babenberská, (titulární) vévodkyně rakouská a štýrská, moravská a bádenská markraběnka, spoludržitelka Privilegia minus († 1288)
- ? – Marie Brabantská, bavorská vévodkyně († 18. ledna 1256)

## Úmrtí
- 2. července – Walram III. Limburský, lucemburský hrabě, limburský vévoda a arlonský markrabě, účastník křížových výprav (* 1180?)
- 29. srpna – Anežka Babenberská, saská vévodkyně z dynastie Babenberků (* 1206)
- 3. října – František z Assisi, italský mnich, zakladatel žebravého řádu františkánů, mystik a světec (* asi 1182)
- 8. listopadu – Ludvík VIII., francouzský král z dynastie Kapetovců (* 5. září 1187)
- ? – Sancho Aragonský, provensálský hrabě a regent aragonského království (* 1161)
- ? – Filip II. Namurský, namurský markrabě (* 1195)
- ? – Lý Huệ Tông, vietnamský císař (* 1194)
- ? – Slavek I. Hrabišic, český šlechtic a nejvyšší komorník (* ?)

## Hlava státu
- České království – Přemysl Otakar I.
- Svatá říše římská – Fridrich II.
- Papež – Honorius III.
- Anglické království – Jindřich III. Plantagenet
- Francouzské království – Ludvík VIII. – Ludvík IX.
- Polské knížectví – Lešek I. Bílý
- Uherské království – Ondřej II.
- Latinské císařství – Robert I.
- Nikájské císařství – Jan III. Dukas Vatatzés